# Dolmen del Quer Afumat

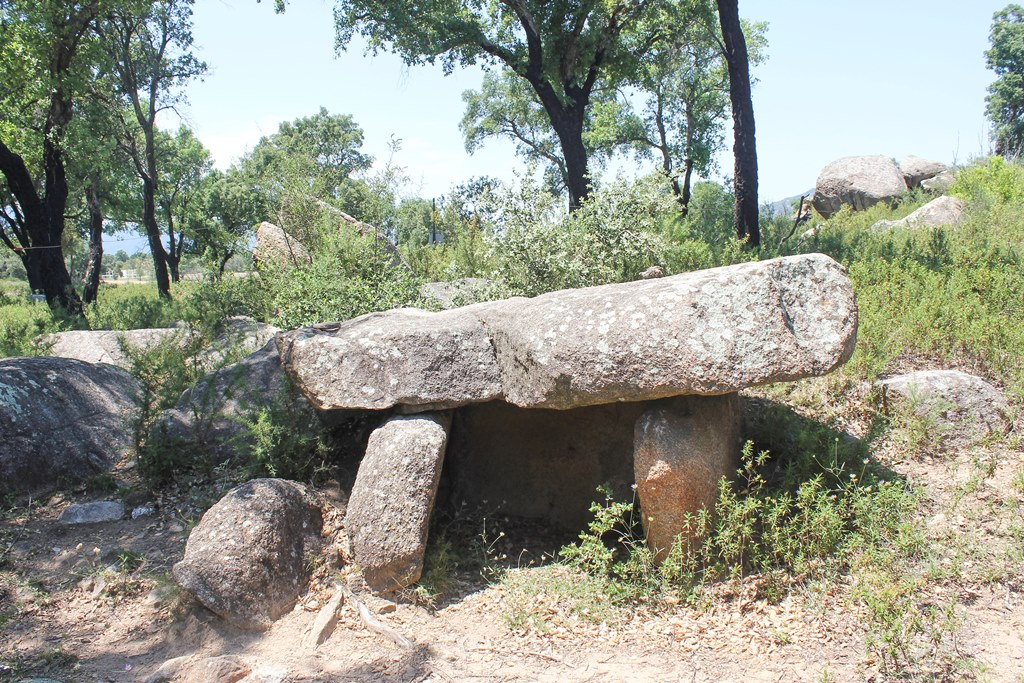
Dolmen del Quer Afumat

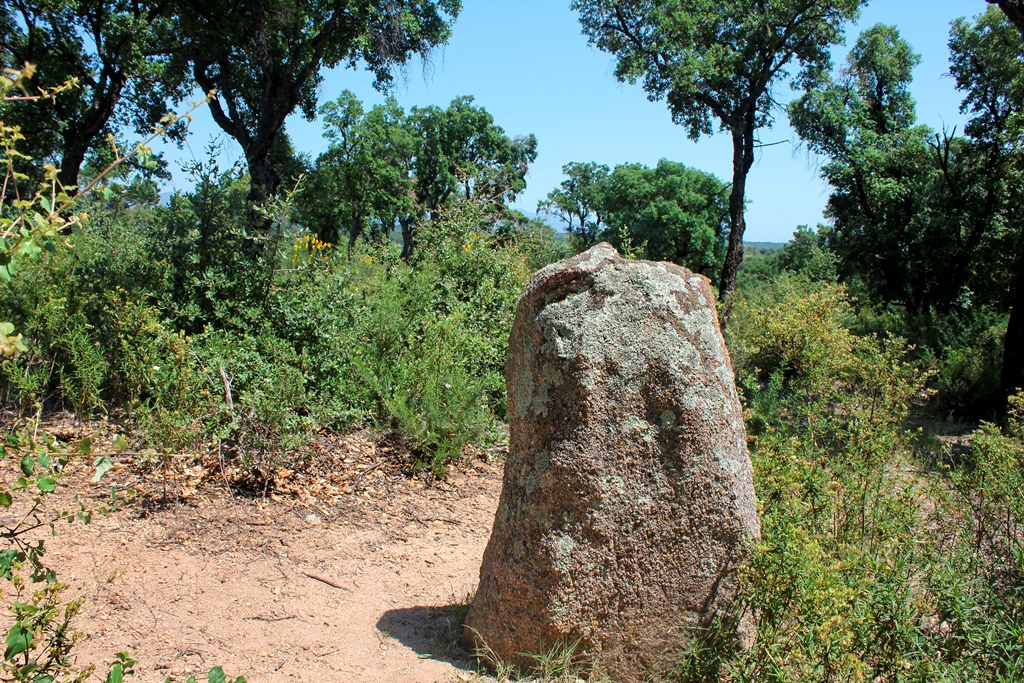
Menhir del Quer Afumat II

Der kleine Dolmen del Quer Afumat (auch Dolmen del Querafumat) liegt im Dorf Capmany in der Comarca Alt Empordà in der Provinz Girona in Katalonien in Spanien, nahe der Grenze zu Frankreich.
Der 1894 von L. M. Vidal entdeckte Nordwest-Südost orientierte Dolmen aus der ersten Hälfte des 3. Jahrtausends hat eine kurze, trapezoide Kammer und ist eine katalanische Galerie in U-Form. Die Ausgrabung erfolgte 1923 durch Pere Bosch i Gimpera (1891–1974) und Ll. Pericot. Die Kammer ist innen etwa 1,5 m lang, 1,4 m breit und 1,0 m hoch. Der Zugang war etwa 0,9 m lang, 1,0 m breit und 0,95 m hoch. Vom Hügel sind keine sichtbaren Überreste erhalten. Wahrscheinlich hatte er ungefähr 7,5 m Durchmesser. Von der Kammer sind drei Tragsteine aus Granit und die kompakte, ovale Deckenplatte mit einem abgebrochenen Ende erhalten.
Die Funde bestanden aus einem Fragment handgemachter Keramik.
Nur wenige Meter entfernt stehen die Menhire Quer Afumat I + II aus Granit.